# カミルラ・ホルン
カミルラ・ホルン（Camilla Horn、1903年4月25日 - 1996年8月14日）は、ドイツの女優。

## 経歴
公務員の娘として生まれたホルンは、服飾の教育を受け、エアフルトで働く。1925年、マレーネ・ディートリッヒと共にドイツ映画『Madame Wants No Children』にエキストラとして出演。1926年、F・W・ムルナウ監督の『ファウスト』でリリアン・ギッシュに代わってグレッチェンを演じ、注目される。
1928年にはハリウッドに渡り、『テンペスト』や『永遠の愛』でジョン・バリモアの相手役を演じた。ヨーロッパに戻った彼女は、1930年代にナチスの路線に従うことを拒否し金銭犯罪で起訴された。終戦後、デルメンホルストの英国法廷では、軽微な罪（無許可旅行等）で有罪判決を受け、ベヒタの女性刑務所に3カ月投獄された。
1930年から1953年に引退するまで、彼女はドイツ、イギリス、イタリア映画の人気女優であり続けた。老後はヘルシングで過ごし、晩年を過ごしたシュタルンベルク近郊のギルヒングで亡くなった。

## 出演作品
- 悲しき透明人間/20世紀最後の奇跡（Der Unsichtbare） 1987
- アン・マーガレット・イン レブス（Heißes Spiel für harte Männer / Rebus） 1969
- 旅する人々（Fahrendes Volk） 1937
- ハンガリヤ標騎兵（Rakoczy-Marsch） 1933
- カイロの戦慄（Die fünf verfluchten Gentlemen） 1931
- 山の王者（Eternal Love） 1929
- テンペスト（Tempest） 1928
- アルゼリアの女（Die Frauengasse von Algier）1927
- ファウスト（Faust–eine deutsche Volkssage） 1926